# Tales of Terror (Stormwitch)
Tales of Terror è il secondo album in studio del gruppo musicale heavy metal tedesco Stormwitch, edito nel 1985.

## Il disco
Il disco è stato pubblicato in vinile, in Europa dall'etichetta tedesca Scratch Records e in Nord America dalla Banzai Records (anche in musicassetta). Nel 2004 è uscita un'edizione in CD tramite Battle Cry Records con l'aggiunta di quattro tracce bonus registrate in bassa qualità durante tre concerti tenutisi tra il 1984 e il 1985.
Nel 2013 è stato ristampato in picture disc con tiratura limitata a 333 copie dalla Heavy Forces Records.

## Tracce
Testi di Lee Tarot, musiche di Steve Marchant, Lee Tarot.
1. Point of No Return – 5:02
2. Hell's Still Alive – 4:27
3. Masque of the Red Death – 4:55
4. Arabian Nights – 4:57
5. Sword of Sagon – 5:26
6. Trust in the Fire – 3:53
7. Night Stalker – 3:42
8. Lost Legions – 3:43
9. When the Bat Bites – 4:03

Tracce bonus Battle Cry (live)
1. Arabian Nights – 5:20
2. Bloodsucker – 5:14 – (inedita)
3. Evil Omen – 5:45 – (inedita)
4. White Saints in Hell – 3:59 – (inedita)

## Formazione
- Andy Aldrian - voce
- Lee Tarot - chitarra
- Steve Merchant - chitarra
- Ronny Pearson  - basso
- Pete Lancer - batteria